# Международная федерация бразильского джиу-джитсу
Международная федерация бразильского джиу-джитсу (англ. International Brazilian Jiu-Jitsu Federation, IBJJF) — коммерческая спортивная организация, которая проводит несколько крупнейших в мире турниров по бразильскому джиу-джитсу, в том числе Чемпионат мира по бразильскому джиу-джитсу, Чемпионат мира по бразильскому джиу-джитсу ноу-ги, Панамериканский чемпионат и Открытый чемпионат Европы по джиу-джитсу. Федерация была создана Карлосом Грейси-младшим, который является главой одной из крупнейших ассоциаций бразильского джиу-джитсу, Грейси Барра. IBJJF использует набор правил Бразильской конфедерации джиу-джитсу (порт. Confederação Brasileira de Jiu-Jitsu, CBJJ), созданной тем же Грейси-младшим.

## Рейтинг IBJJF
Рейтинг спортсменов, участвующих в официальных турнирах IBJJF, основан на рейтинговых баллах, которые участники получают за первое, второе или третье место в турнирах IBJJF и которые учитываются в их позиции в официальном рейтинге Федерации. В системе баллов на 2017—2018 годов первое место в весовых категориях приносило 9 баллов, второе — 3 балла и третье — 1 балл. Первое место в открытом классе приносило 13,5 балла, второе — 4,5 балла, третье — 1,5 балла.
Рейтинг турнира является важным фактором при подсчёте количества очков, которые спортсмен может выиграть за своё участие. IBJJF также использует третий критерий для определения рейтинговых очков — календарный сезон, в котором проходил турнир. В сезоне 2017/2018 рейтинговые очки, полученные на соревнованиях IBJJF в сезоне 2015/16, были умножены на 1, 2016/2017 на 2, а 2017/2018 на 3.
Баллы рассчитываются следующим образом: Количество очков х рейтинг турнира х годовой вес.
Примеры:
Чемпионат мира 2017/2018 1-е место в открытом дивизионе 13,5 для первого х 7 турнирного рейтинга х 3 сезонных балла = 283,5 балла 2015/2016 Британский национальный 2-е место в среднем тяжелом дивизионе 3 для второго х 1 турнирный рейтинг х 1 сезонный вес = 3 балла
По состоянию на декабрь 2017 года IBJJF не имеет отдельного рейтинга спортсменов для турниров ноу-ги, хотя на своей странице рейтинга заявляет, что «рейтинг и система ноу-ги появятся в ближайшее время».

## Правила соревнований
IBJJF устанавливает общепринятые в мире правила бразильского джиу-джитсу. Этот вид спорта включает в себя 2 дисциплины: «ги» (англ. gi) — соревнования в традиционном кимоно для БЖЖ, и «ноу-ги» (англ. no gi) — соревнования в шортах и рашгарде. Форма обуславливает ряд различий в разрешённой технике: например, в традиционной дисциплине разрешены удушающие приёмы и захваты за отворот ги, а правила ноу-ги запрещают любые захваты за одежду. Правила БЖЖ, установленные IBJJF, близки, но отличаются от правил борьбы «грэпплинг» и «грэпплинг-ги», установленных UWW, что не позволяет отождествлять эти единоборства.
11 октября 2020 года IBJJF объявил, что начиная с 2021 года разрешит использование приёмов «узел ноги» и knee-reaping для всех коричневых и чёрных поясов, участвующих в турнирах ноу-ги.

## Аффилированные организации
- Бразильская конфедерация джиу-джитсу (порт. Confederação Brasileira de Jiu-Jitsu, CBJJ)
- Федерация бразильского джиу-джитсу Филиппин (англ. Brazillian Jiu Jitsu Federation of the Philippines, BJJFP)
- Французская конфедерация бразильского джиу-джитсу (фр. Confédération Française de Jiu-jitsu Brésilien, CFJJB)
- Федерация джиу-джитсу США (англ. United States Jiu-Jitsu Federation, USJJF)
- Итальянский союз джиу-джитсу (итал. Unione Italiana Jiu Jitsu, UIJJ)